# Israelisches Südkommando
Das Südkommando ist eines der vier Regionalkommandos der israelischen Streitkräfte (Tzahal) und verantwortlich für die Gebiete Negev, Senke Arava und Eilat. Derzeitiger Kommandeur ist Generalmajor (Aluf) Yaniv Asor.

## Unterstellte Verbände 2023

Südkommando Organisation 2023

- Südkommando
  -   80. Division "Edom" (Territoriale Division)
    -  406. Territoriale Brigade "Joʿav"
    -  460. Panzerbrigade "Bnei Or" (Training)
    -  512. Territoriale Brigade "Faran"

  -   143. Division (Territoriale Division)
    -  261. Infanteriebrigade (Reserve)
    -  6643. Territoriale Brigade "Katif" (Südlicher Gazastreifen)
    -  7643. Territoriale Brigade "Gefen" (Nördlicher Gazastreifen)

  -   162. Division "Ha-Plada"
    -  84. Infanteriebrigade "Givʿati"
    -  401. Panzerbrigade "Iqvot ha-Barzel"
    -  578. Infanteriebrigade "Givʿati" (Reserve)
    -  933. Infanteriebrigade "Nachal"
    -  215. Artilleriebrigade "Amud ha-ʾEsch"

  -   252. Division "Sinai" (Reserve)
    -  10. Panzerbrigade Brigade "Harʾel" (Reserve)
    -  12. Infanteriebrigade "Negev" (Reserve)
    -  14. Panzerbrigade Brigade "Machatz" (Reserve)
    -  16. Infanteriebrigade "Jerusalem" (Reserve)
    -  425. Artilleriebrigade "Tabor" (Reserve)

  -  Südkommando Fernmeldebataillon
  -  Südkommando Pionier Einheit
  -  Südkommando Aufklärungseinheit
  -  Südkommando Militärpolizei Einheit 392
  -  Südkommando Medizin Einheit
  -  Südkommando Reparatur Einheit 653
  -  Südkommando Training Basis "Tzeʾelim"
  -  5005. Logistik Einheit (Südwest)
  -  5006. Logistik Einheit (Südost)

## Geschichte
Lange Jahre war das Südkommando in erster Linie für die Sicherung der Grenzen zu Ägypten (Sinaihalbinsel) zuständig. Es führte israelische Truppen in fünf Kriegen, im Unabhängigkeitskrieg, während der Sueskrise, während des Sechstagekrieges (1967), im Jom-Kippur-Krieg (1973) und die ganze Dauer im so genannten Abnutzungskrieg.
Die besonderen Belastungen bedingt durch die außerordentliche Operationsdichte führte dazu, dass die Kommandeure relativ häufig wechselten. Die historisch bedeutsamste Ablösung war die von Aluf Schmuʾel Gonen 1973 während des Jom-Kippur-Krieges. Sie wurde nötig, da es immer wieder zu Reibereien zwischen seinem Vorgänger und Vorgesetzten Ariel Scharon und Aluf Schmuʾel Gonen kam. Die Regierung intervenierte mit einer Sonderdirektive und ernannte wegen der ernsten militärischen Lage den ehemaligen Generalstabschef (Ramatkal) Generalleutnant Chaim Bar-Lev zum neuen Chef des Südkommandos. Nach dem erfolgreichen Ausgang des Krieges und dann endgültig, nach dem Abschluss des israelisch-ägyptischen Friedensvertrages, in dessen Folge durch Gebietsrückgaben an Ägypten (Sinaihalbinsel und Teile des Gazastreifens) der Verantwortungsbereich auch schrumpfte, wurde es erheblich ruhiger im Südsektor. Die Aufgaben beschränkten sich nun auf Grenzsicherung und den Kampf gegen (Waffen-)Schmuggel und palästinensische Guerilla- bzw. Terroroperationen.
Dies änderte sich mit dem Beginn der Al-Aqsa Intifada. Nun sah sich das Südkommando in der Verantwortung für die gesamte Terrorismusbekämpfung in der Region, insbesondere im Raum Gaza. Dieser Ort avancierte zur Hochburg islamisch-fundamentalistischer Extremisten und Terrorgruppen, wie der Hamas und dem Palästinensisch-islamischen Dschihad. Dies, gekoppelt mit einer der höchsten Geburtenraten der Welt, verschärfte die Sicherheitslage nicht nur für den israelischen Staat, sondern auch für die palästinensischen Zivilisten (Bevölkerung Gazas), da sie sowohl den israelischen Vergeltungsmaßnahmen als auch der politischen Gewalt ihrer eigenen so genannten Volksvertreter (Befreiungsorganisationen) ausgesetzt war.
Gaza entwickelte gleichzeitig zu einem bedeutenden Produzenten leichter Panzerabwehrwaffen, was den Patrouillendienst der leichtgepanzerten israelischen Einheiten stark gefährdete. Im Jahr 2004 eskalierten die Auseinandersetzungen im Raum Gaza noch zusätzlich, als sich das israelische Militär genötigt sah, auch mittels verdeckt ausgeführter gezielter Tötungen in palästinensisch kontrolliertem Gebiet und kurzen Panzerüberfällen sowie mit Kommandoeinsätzen zur Lokalisierung und Zerstörung illegaler Schmuggel-Tunnelsysteme (Nachschubwege der Palästinenser unterhalb der israelisch-ägyptischen Grenze), vorzugehen.
All diese aktiven Gegenmaßnahmen ließen die Verluste der IDF (Israel Defense Force) beträchtlich ansteigen. Dennoch gelang es nicht, das stetige Abfeuern von Qassam-Raketen und die Tunnelaktivitäten zufriedenstellend einzudämmen. Selbst die völkerrechtlich höchst umstrittenen systematischen Sprengungen ganzer Wohnblocks und anschließender Planierung durch Pioniere führte nicht zum gewünschten Ergebnis, aber zur politischen Ächtung durch internationale Menschenrechtsorganisationen, die nachrechneten, dass mehrere tausend Gebäude in Süd-Gaza bei diesen Aktionen zerstört worden seien.
Im Jahre 2005 war das Südkommando in den von Premierminister (von 2001 bis 2006) Ariel Scharon initiierten einseitigen Abkoppelungsplan eingebunden, der den Abbau sämtlicher israelischer Enklaven (Siedlungen) und den Rückzug der israelischen Bevölkerung hinter die sogenannte Grüne Linie (Grenzlinie) zum Ziel hatte. Das machte eine Umorganisation der bisherigen Kommandostruktur nötig und führte zur Dislozierung in neu geschaffene Stellungen nördlich der Demarkationslinie zum Gazastreifen, während die Philadelphi-Passage an Ägypten abgeben wurde. Die ägyptischen Grenzkontrollen waren aber nicht in der Lage oder willens, Personenbewegungen tausender Palästinenser zwischen Gaza, Rafah und der Sinaihalbinsel zu verhindern.
Diese Situation führte 2006 wieder zu einem Ansteigen von Qassam-Raketenangriffen, zu mehreren erfolgreichen Infiltrationen von Selbstmordattentätern meist des Islamischen Dschihad und der sogenannten Volksbefreiungsgruppen.
Nach wie vor ist dieser Krisenherd im Hauptfokus der Aktivitäten des Südkommandos.